# Tala’ea El-Gaish SC
Tala’ea El-Gaish Sporting Club – wielosekcyjny egipski klub sportowy, mający siedzibę w mieście Kair. Posiada sekcje piłki nożnej, koszykówki oraz siatkówki.

## Stadion
Domowe mecze piłkarskie klub rozgrywa na stadionie o nazwie Stadion Akademii Wojskowej w Kairze, który może pomieścić 28500 widzów.

## Reprezentanci kraju grający w klubie
Stan na czerwiec 2018.
| - Mahmoud Abdel-Halim - Ahed Abdel-Magid - Ahmed Eid Abdel Malek - Salah Amin - Mohamed Ashraf - Islam Awad - Amr El-Desouky - Mahmoud El-Henawy - Moaz El-Henawy - Arafa El-Sayed - Mohamed El-Shenawy - Beshir El-Tabei - Moataz Eno - Mostafa Gaafar - Mahmoud Hamdy - Tarek Hamed - Ayman Hefny - Mohsen Hendawy | - Mohamed Ibrahim - Gomaa Mashour - Mohamed Nasef - Ahmad Shedid Qinawi - Abdallah Ragab - Osama Ragab - Abdel Sattar Sabry - Emad Sayed - Aboul Einain Shehata - Abdelaziz Tawfik - Franck Engonga - Ernest Papa Arko - Samuel Johnson - William Jebor - Abdelatif Bahdari - Mickaël Dogbé - Hassan Wasswa |